# Flatormenis glaucescens
Flatormenis glaucescens är en insektsart som först beskrevs av Walker 1858.  Flatormenis glaucescens ingår i släktet Flatormenis och familjen Flatidae. Inga underarter finns listade i Catalogue of Life.